# 1897 w sztukach plastycznych
Wydarzenia w sztukach plastycznych i wizualnych w 1897 roku.

## Malarstwo

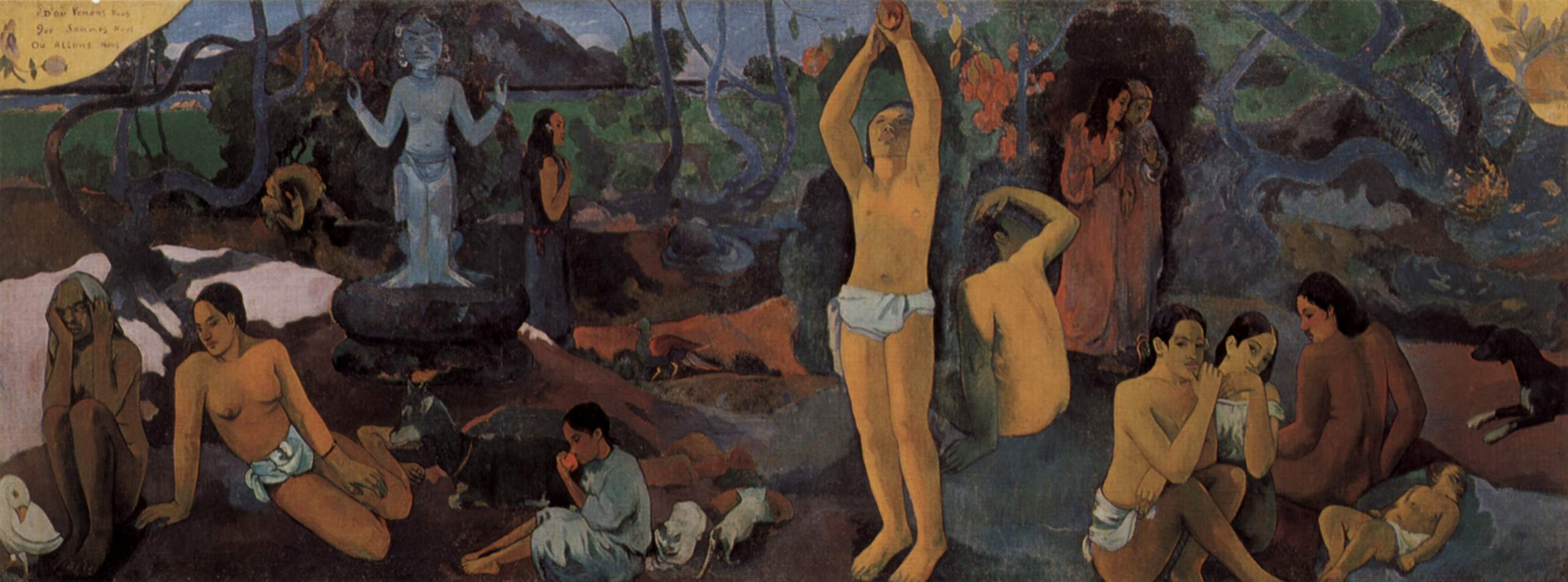
Paul Gauguin, Skąd przychodzimy? Kim jesteśmy? Dokąd zmierzamy?, Museum of Fine Arts w Bostonie

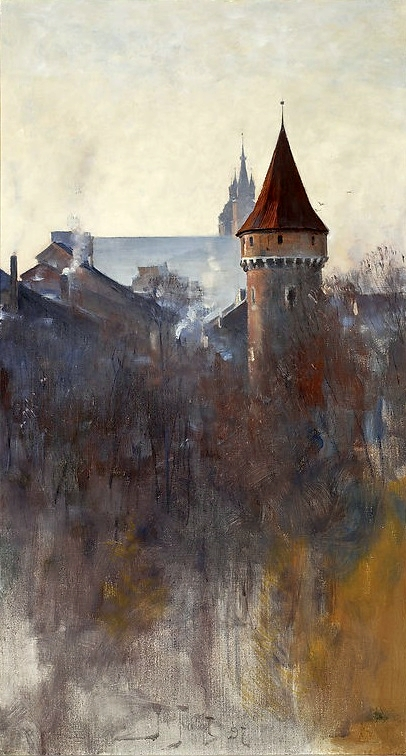
Julian Fałat, Kraków rankiem, Muzeum Narodowe w Warszawie

- Tadeusz Ajdukiewicz

Portret Antoniny Hoffmanowej – olej na płótnie, 121×82 cm, w kolekcji Muzeum Narodowego w Krakowie
- Kazimierz Alchimowicz

Pogrzeb Giedymina – olej na płótnie, 220×350 cm, w kolekcji Muzeum Narodowego w Krakowie
- Giovanni Boldini

Hrabia Robert de Montesquiou-Fesenzac
- Józef Chełmoński

Owczarek
- Julian Fałat

Kraków rankiem – olej na płótnie, 69,5x40 cm
Pejzaż zimowy - Kraków – olej na płótnie, 57x128 cm
- Paul Gauguin

Skąd przychodzimy? Kim jesteśmy? Dokąd zmierzamy?
- Camille Pissarro

Bulwar Monmartre
- Alfred Sisley

Ventania
- Władysław Ślewiński

Czesząca się
- Leon Wyczółkowski

Japonka – olej na płótnie, 75,5x50 cm
autoportret – pastel na kartonie, 69,5x96 cm

## Rzeźba
- Auguste Rodin

pomnik Balzaka
popiersie Wiktora Hugo

## Zmarli
- 26 marca - James Bard (ur. 1815), amerykański malarz